# Pandora
Pandora (em grego clássico: Πανδώρα, "a que tudo dá", "a que possui tudo", "a que tudo tira"), na mitologia grega, foi a primeira mulher, criada por Hefesto e Atena a pedido de Zeus com o fim de agradar aos homens.
O mito de Pandora é uma espécie de teodicéia, pois procura explicar a origem do mal no mundo, que, segundo o mito, teria surgido quando Pandora abriu a "Caixa de Pandora", espalhando todos os males pelo mundo. Alguns entendem que a interpretação de Hesíodo do mito de Pandora influenciou tanto a teologia judaica quanto a cristã.

## Etimologia
O nome Pandora tem origem na união dos elementos gregos "pan", que quer dizer “todos” e "doron", que significa “presente”.

## Origem
Segundo o mito, Zeus ficou enfurecido com os humanos, que receberam a arte de fazer o fogo de Prometeu, e decidiu dar à humanidade um "presente" que resultaria em punição, para compensar a vantagem que eles receberam de Prometeu. Desse modo, ordenou a Hefesto (artista celestial, deus do fogo, dos metais e da metalurgia) que moldasse da terra a primeira mulher, uma "bela maldade", cujos descendentes atormentariam a raça humana.
Depois, Atena (deusa da estratégia em guerra, da civilização, da sabedoria, da arte, da justiça e da habilidade) a vestiu com um vestido prateado, um véu bordado, guirlandas e uma coroa ornamentada de prata. Hermes deu a ela "uma mente desavergonhada e uma natureza enganosa", o poder da fala, acrescentando "mentiras e palavras astutas". Além disso, outros deuses lhe deram outras qualidades, como: a graça, a beleza, a persuasão, a inteligência, a paciência, a meiguice, a habilidade na dança e nos trabalhos manuais.
Feita à semelhança das deusas imortais, quando apareceu, pela primeira vez, diante dos homens: "a maravilha se apoderou deles", mas ela era "pura astúcia, não para ser resistida pelos homens". Foi enviada ao titã Epimeteu, a quem Prometeu recomendara que não recebesse nenhum presente dos deuses. Vendo-lhe a radiante beleza, Epimeteu esqueceu quanto lhe fora dito pelo irmão e a tomou como esposa.
Como presente de casamento, os deuses deram a Epimeteu uma caixa, que continha todos os males. Pandora, contrariando uma ordem expressa em sentido contrário, dominada por sua imensa curiosidade, abriu a caixa e todos os males se espalharam pelo mundo, restando, retida no recipiente, apenas a esperança. Desse modo, tiveram fim os tempos de inocência e ventura, conhecidos como a Idade de Ouro.
Hesíodo conta duas vezes o mito de Pandora; na Teogonia não lhe dá nome, mas diz (590-593) :

Dela vem a raça das mulheres e do gênero feminino
dela vem a corrida mortal das mulheres
que trazem problemas aos homens mortais entre os quais vivem,
nunca companheiras na pobreza odiosa, mas apenas na riqueza.
Em Os trabalhos e os dias (60-105), Hesíodo reconta o mito, desta vez chamando de Pandora a primeira mulher.
Nesta versão também, por ordem de Zeus, Hefesto molda em barro uma adorável moça, Atena lhe ensina as artes da tecelagem, Afrodite a embeleza, e Hermes lhe dá "uma mente despudorada e uma natureza enganosa" (67-8). As cárites e as horas a adornaram, e por fim Hermes lhe deu a voz e um nome, Pandora, porque "todos os que habitam o Olimpo lhe deram um presente, uma praga para aqueles que comem pão" (81-2). E Hermes a leva a Epimeteu, que a recebe. O mal (doenças e trabalho) começa quando Pandora abre o jarro e pragas incontáveis saem dele. Entretanto, a esperança não saiu do jarro.
Alguns estudiosos ressaltaram as semelhanças entre as figuras de Pandora e de Eva, pois em ambas as perspectivas mitológicas, uma mulher teria contribuído decisivamente para trazer os males ao mundo.

## Interpretação

### A inversão do mito

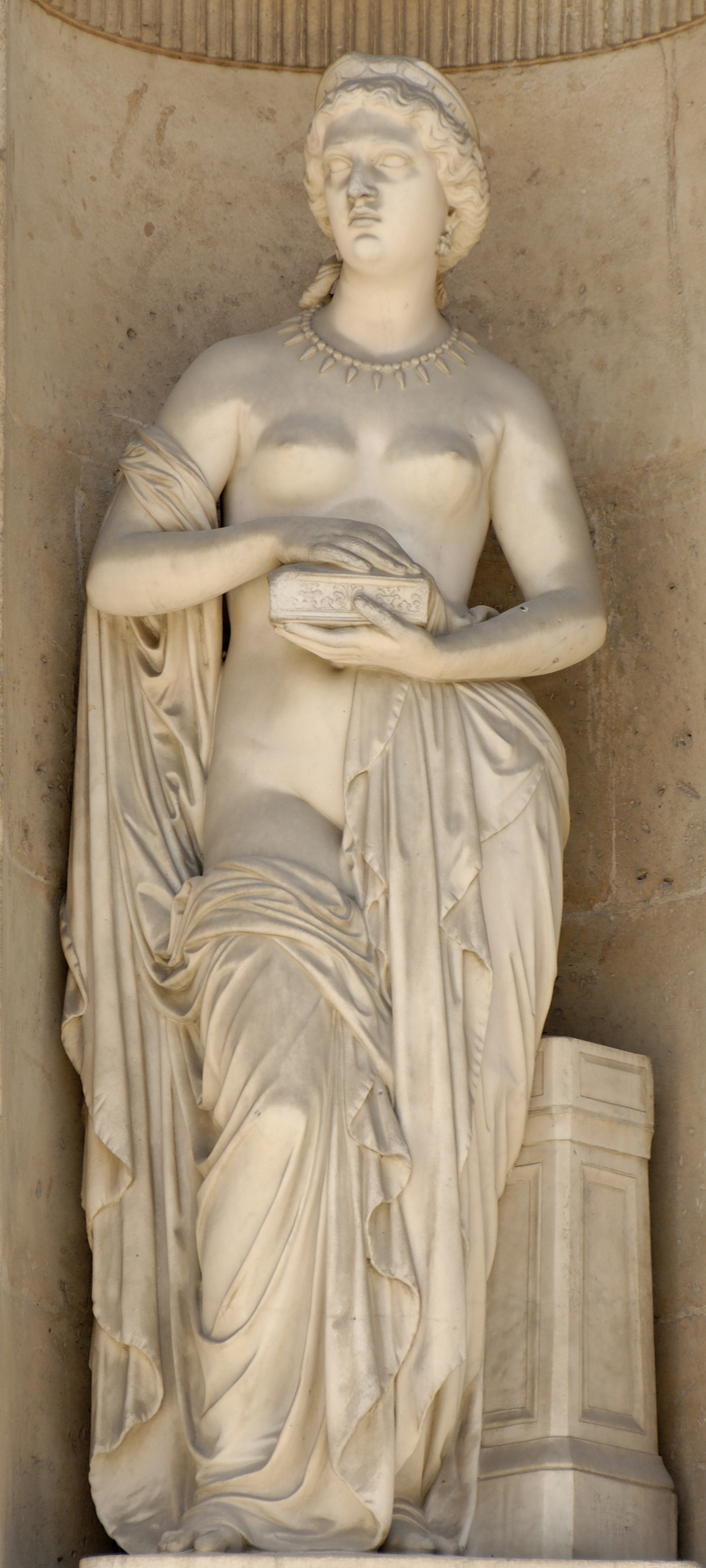
Pandora
Pierre Loison, 1861

Jane Ellen Harrison, estudando a cerâmica grega sugere que houve antes de Hesíodo outra versão do mito de Pandora.
Uma ânfora do século V a.C., mostra Pandora subindo da terra (anodos) na presença de Hefesto, Hermes e Zeus. Essa representação era comum para a deusa da terra (como Gaia ou outra de suas formas).
"Pandora é, no ritual e na mitologia matriarcal, a terra como Kore, mas na mitologia patriarcal de Hesíodo sua grande figura é estranhamente transformada e diminuída."
Num profundo estudo sobre a transformação do mito, Dora e Erwin Panofsky levantam todas as referências literárias e iconográficas sobre ele. Entre os romanos nunca foi muito citado, desapareceu na Idade Média, e só ressurgiu na Renascença, na França.

## Representações Artísticas

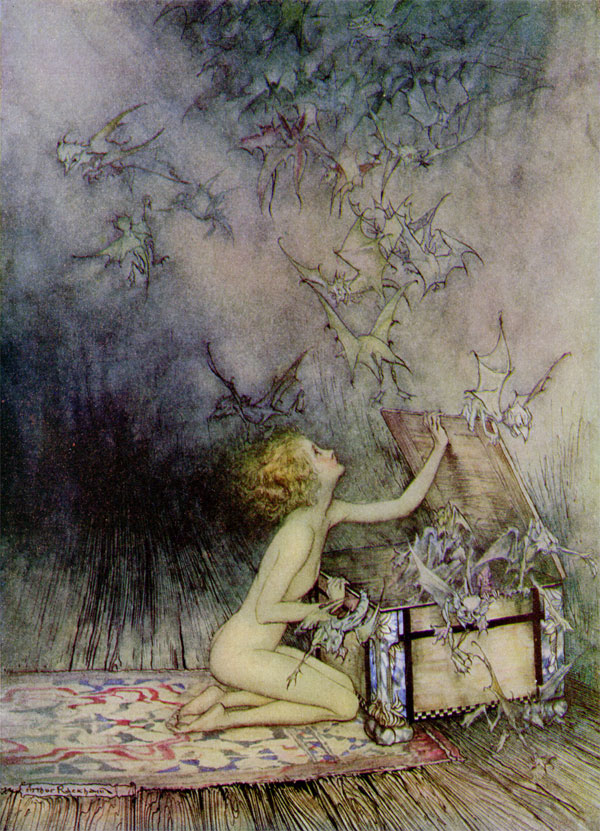
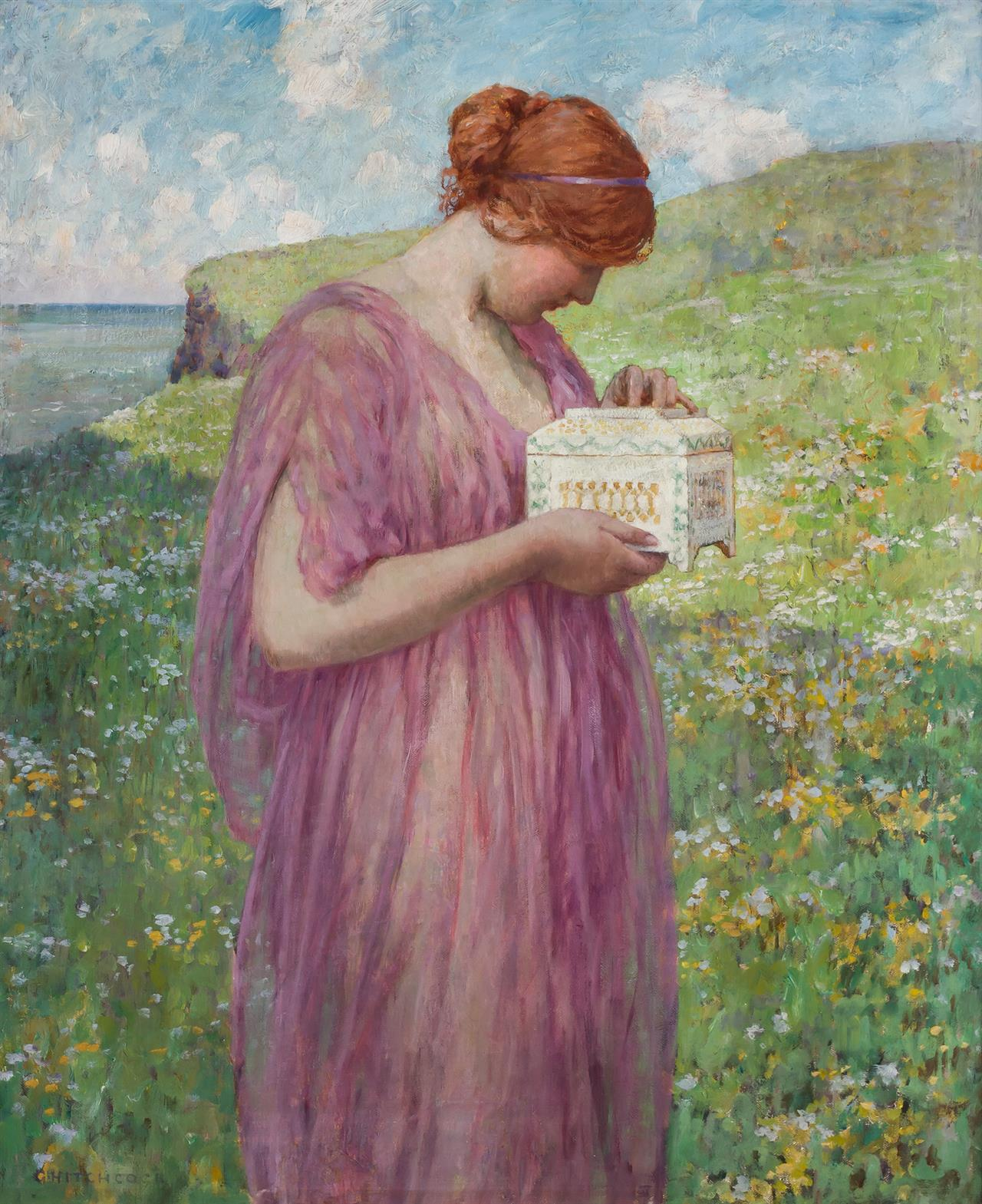
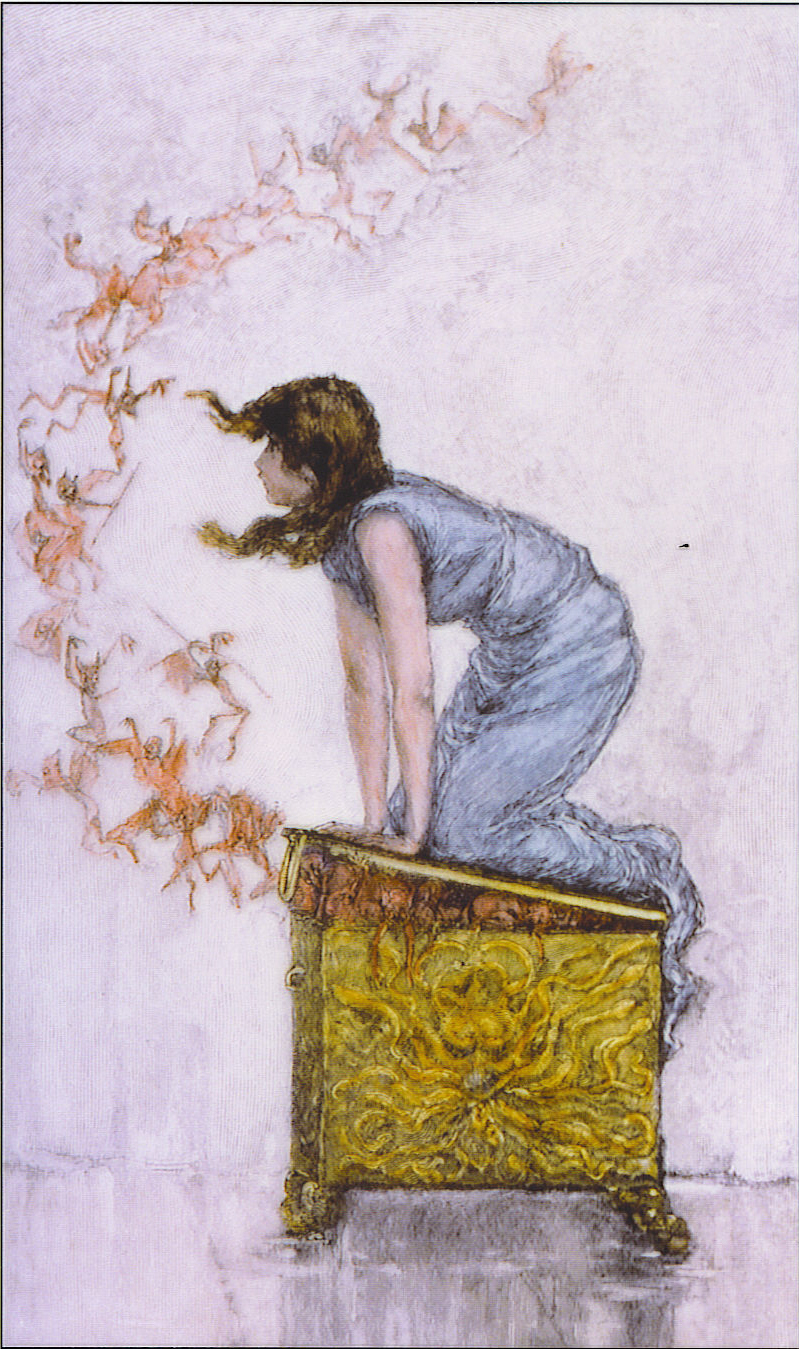
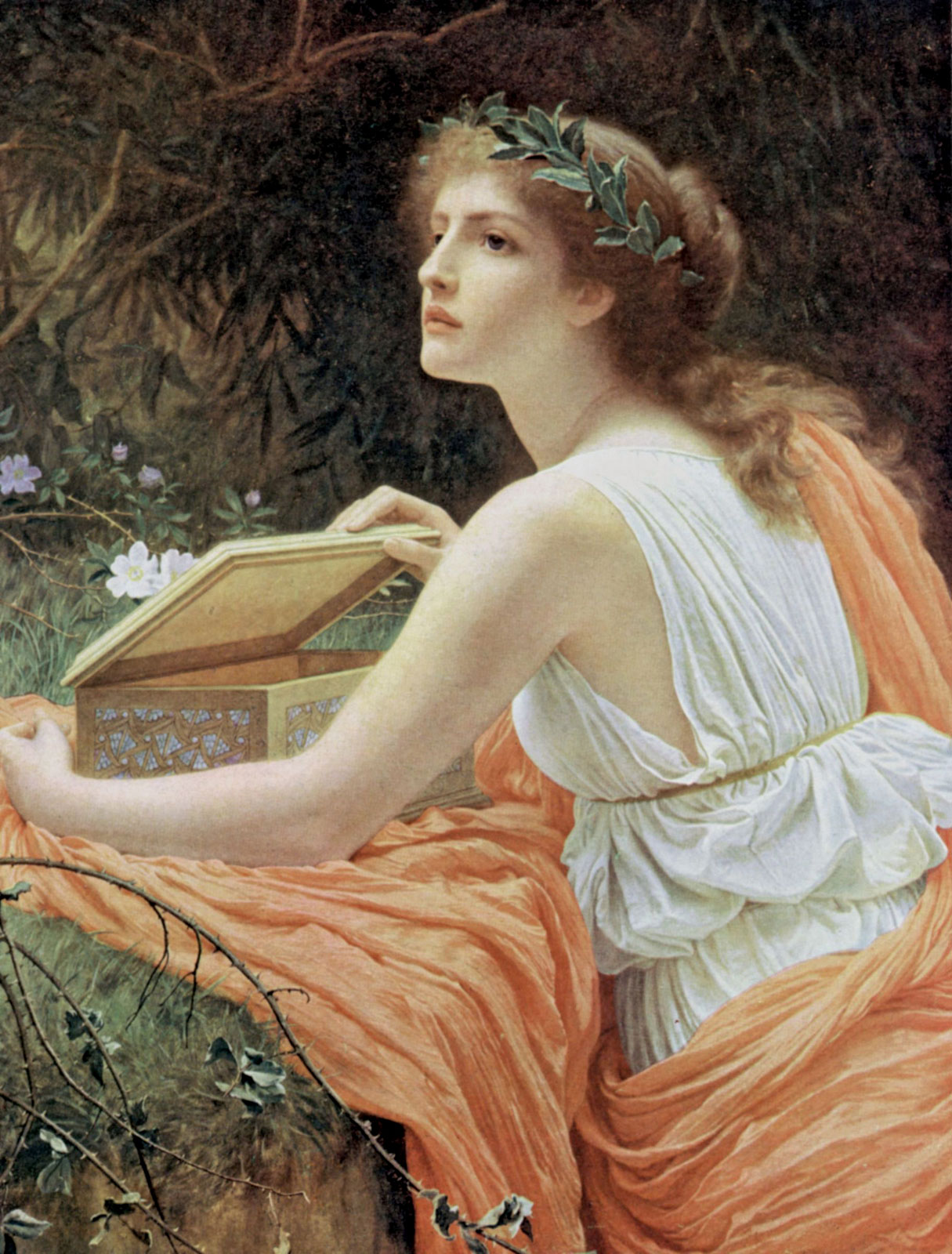
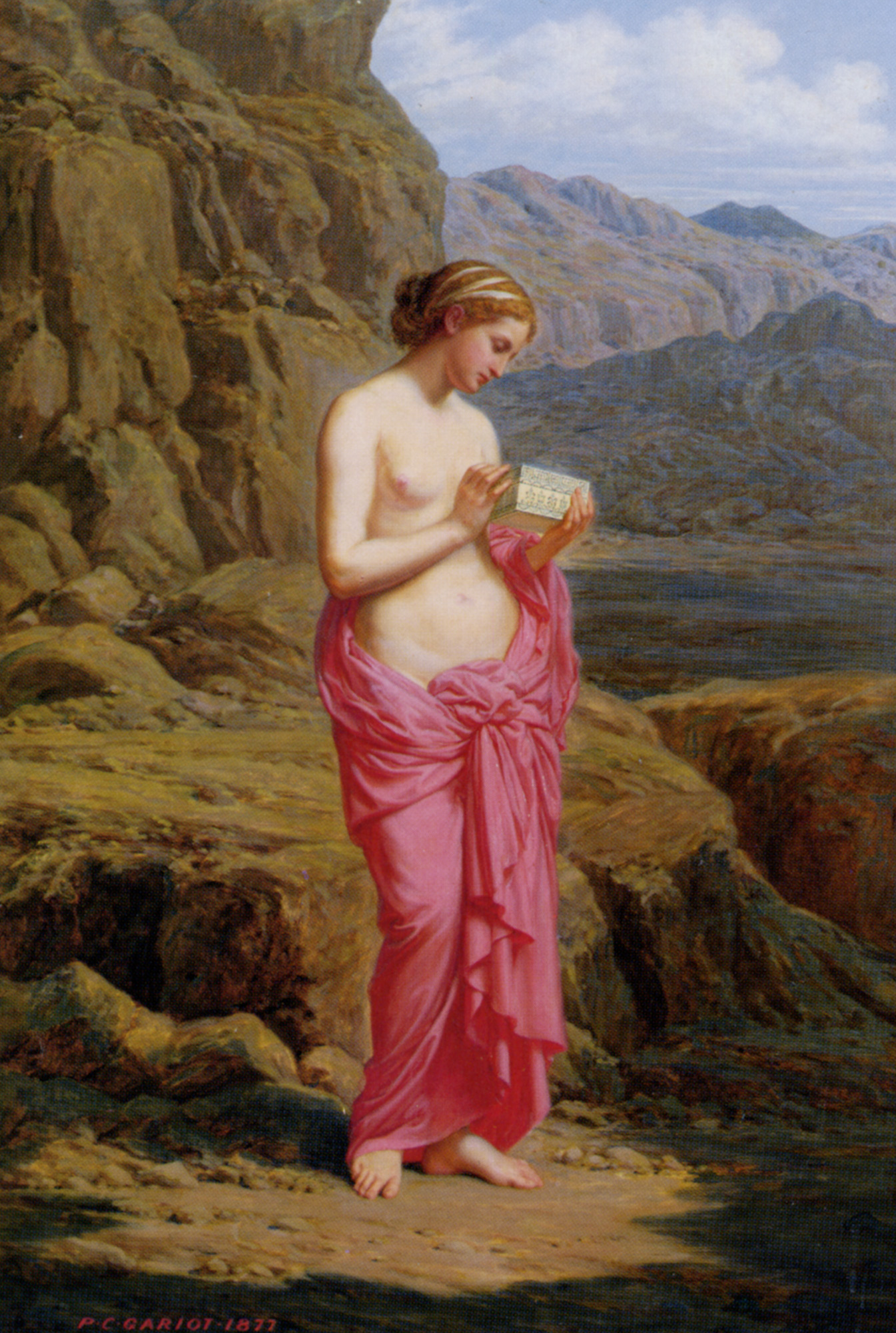
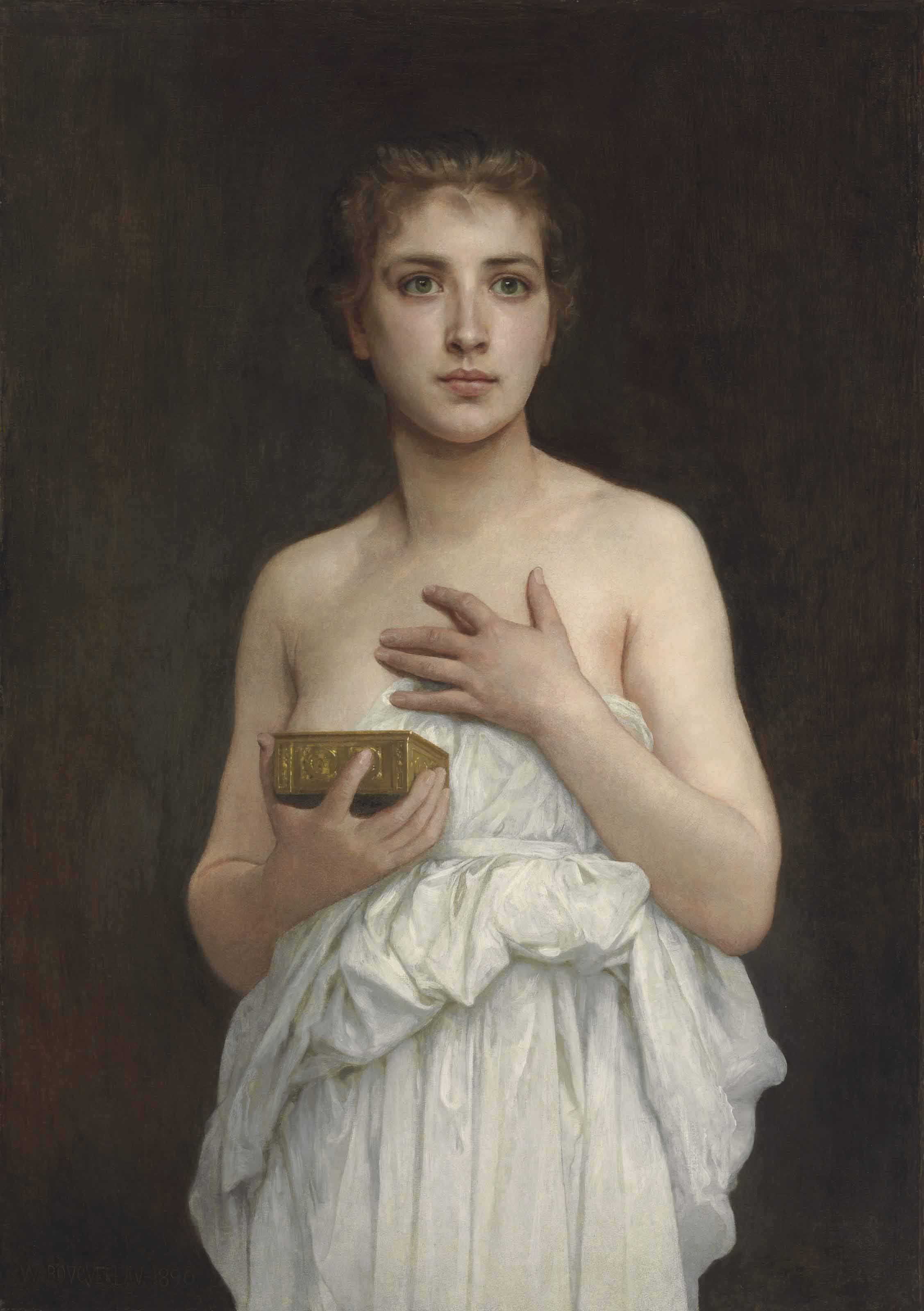
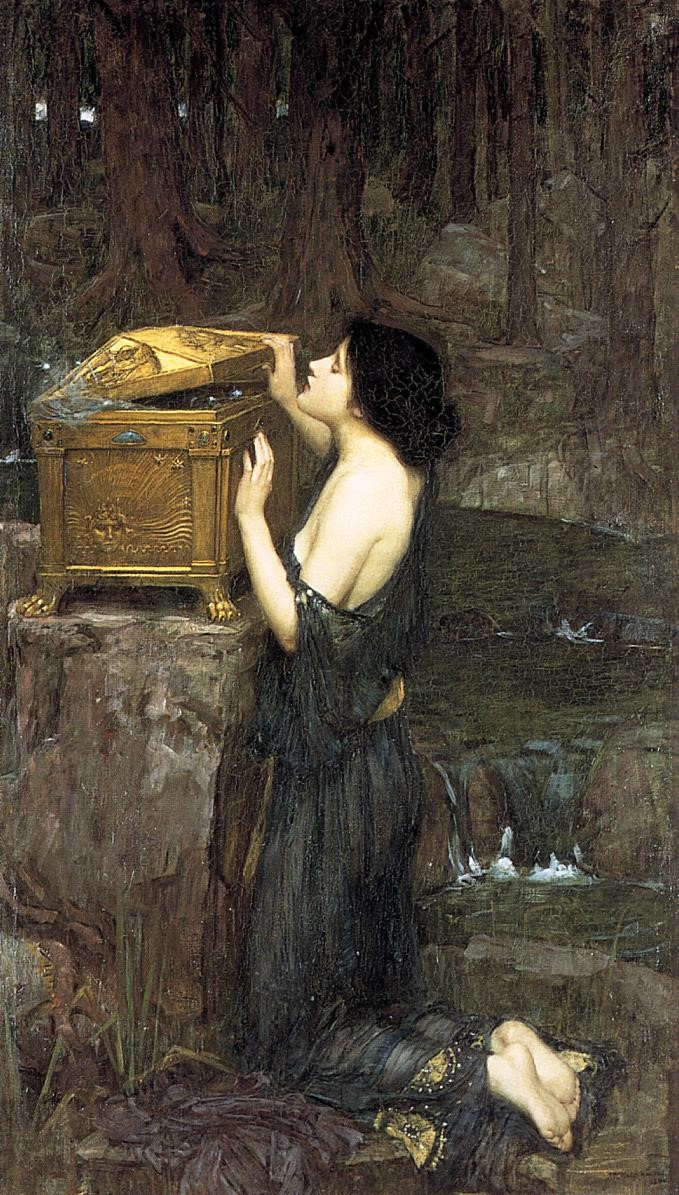